# Silent Sector
Silent Sector je česká videohra od Rake in Grass. Jedná se o akční RPG. Hra vyšla 17. února 2021 a strávila před svým vydáním několik měsíců v předběžném přístupu.

## Hratelnost
Hráč se ujímá vesmírného pilota, který přišel o svůj náklad a loď. Je nucen si obstarat novou loď, kterou si vylepšuje za peníze získané plněním úkolů. Cílem je pomstít se za zničení své lodi.